# Yan Eteki
Yan Brice Eteki (ur. 26 sierpnia 1997 w Jaunde) – kameruński piłkarz występujący na pozycji pomocnika.